# 唐眜
唐眜（？—前301年），《吕氏春秋》作唐蔑，《战国策》作唐明，误作为唐昧。战国时期楚国将领，于前301年的垂沙之战战败身亡。

## 生平
前301年，齐国派匡章、魏国派公孙喜、韩国派暴鸢联合进攻楚国方城（今河南省叶县南），垂沙之战爆发。楚怀王派唐眜率军迎战，两军隔沘水对峙，相持长达六个月。齐宣王对战事不耐烦，便派周最到阵地以苛刻的言辞催促匡章赶快渡河作战，匡章对周最说：“免去我的职务、杀了我，甚至杀了我的全家，这是大王能够做到的；战机不成熟的时候强令我出战，战机成熟的时候不出战，这是大王在我这里办不到的。”随后，匡章派人寻找可以渡河的地方，由于楚军放箭，派出的人不能靠近河边。有一个在河边放牧的人告诉齐宣王说：“要想知道河水的深浅太容易了，凡是楚军重兵防守的地方，都是河水浅的地方；凡是楚军防守兵力少的地方，都是河水深的地方。”齐宣王于是派人用车载着放牧的人去见匡章，匡章听后大喜，随即选派精兵乘夜从楚军重兵防守的地方渡河，向楚军发起突然袭击。楚将唐眜因为联军六个多月没有多大动静，放松警惕，得知联军渡河后仓卒调兵应战。齐、魏、韩三国联军在沘水旁的垂沙大败楚军，唐眜战死。
唐眜死后，其部下庄蹻發動起事，起事队伍一度攻下楚国国都郢（今湖北省江陵市北），将楚国的统治区域分割成几块。

## 争议
《史记·天官书》记载楚国有占星家唐眜。梁玉绳所著《史记志疑》认为唐眜为楚国将领，并非占星家，此人也没有留下相关著作，怀疑为同名同姓的另一人。